# Lobivia
Lobivia je jeden z podrodů kaktusů vyskytující se v Latinské Americe. Nadřazeným taxonem je rod Echinopsis.
Název Lobivia je přesmyčka slova Bolivia, stát kde tyto kaktusy žijí. Vyskytují se i v Argentině, v Chile a v Peru. Kvete žlutě a červeně. Tvar je kulovitý. Rostou až v 4000 m n. m.